# Mauricio Bonet
Mauricio Gutiérrez Bonet (Ciudad de México, 26 de enero de 1970) es un actor mexicano.

## Biografía
Comenzó su carrera a los ocho años en la película Los hijos de Sánchez de 1978, acompañando a su hermano mayor Juan Carlos. Al igual que él se retiró para dedicarse a terminar su etapa escolar. Al egresar del colegio Green Hills ingresó al CEA en 1988 donde estudió hasta 1990, también hizo cursos de actuación teniendo como profesores a destacados actores como Juan Carlos Colombo y Blanca Guerra y el director Alejandro Bracho. Debutó como actor profesional en 1990 con un pequeño papel en la telenovela Cenizas y diamantes, a la que siguieron telenovelas como Madres egoístas, La sonrisa del diablo, Tres mujeres, El derecho de nacer y El juego de la vida, entre otras. Ha participado en programas como Papá soltero y La telaraña. En cine ha actuado en películas como La leyenda del Zorro, Último encuentro con Víctor, El batallón de San Patricio y El efecto tequila.
También ha destacado en teatro, en obras como Fuenteovejuna, Verano y humo, La cantante calva, Cuarto obscuro y La asamblea de las mujeres.

## Filmografía

### Telenovelas
- Un día para vivir (2024) .... Hugo[1]
- Un día para vivir (2023) .... Gustavo (EPS, Los declaro marido y mujer)
- Un día para vivir (2022) .... Ramiro[2]
- UEPA! Un escenario para amar (2015) .... Dr. Alonso Arreola
- Destino (2013) .... Comandante Antonio Cantú
- Entre el amor y el deseo (2010-2011) .... Adriano Toledo
- Secretos del alma (2008) .... Juan Clemente
- Bajo la misma piel (2003) .... Darío Portillo
- El juego de la vida (2001-2002)
- El derecho de nacer (2001) .... Eduardo
- Tres mujeres (1999-2000) .... Dr. Gustavo Galindo
- El secreto de Alejandra (1997)
- La sonrisa del Diablo (1992) .... Junior Rodríguez
- Madres egoístas (1991) .... Pollo
- Cenizas y diamantes (1990)

### Series de TV
- Drenaje profundo (2010)
- Persons Unknown (2010) .... Raúl Samper (episodio "Saved")
- Demente (2009)
- ¡Qué Madre, Tan Padre! (2006) .... Tío Roy
- La telaraña (1989-1993)
- Papá soltero (1987-1994)

### Películas
- El efecto tequila (2010) .... Roviroza
- La Leyenda del Zorro (2004) .... Don Verdugo
- Vivo sin vivir en mí (2004)
- El niño y el béisbol (1999)
- El batallón de San Patricio (1997)
- Un día sin luz (1996)
- Necrofilia (1995)
- Último encuentro con Víctor (1994)
- Los hijos de Sánchez (1978)

### Teatro
- Ánimas, mascarada de los espectros (2008)
- Noches de satín blanco (2007-2008)
- Sálvese quien pueda (2005-2006)
- Amor... tiguador (2005)
- Al querido León Felipe (2004)
- La asamblea de las mujeres (2003)
- Cuarto obscuro (2001)
- El divino secreto (2000)
- Las siete tentaciones (1994-2007)
- Hazme el amor (1994)
- Una curiosa dama (1992-1993)
- La cena del Rey Baltazar (1992)
- La cantante calva (1991-1992)
- La indagación (1991)
- Las brujas de Salem (1990)
- Verano y humo (1990)
- Ardele o la Margarita (1990)
- Antígona (1990)
- Las tres hermanas (1989)
- Sueño de una noche de verano (1989)
- Fuenteovejuna (1989)